# Gurjanovella littoralis
Gurjanovella littoralis är en djurart som tillhör fylumet slemmaskar, och som beskrevs av Ushakov 1926. Gurjanovella littoralis ingår i släktet Gurjanovella och familjen Amphiporidae. Inga underarter finns listade i Catalogue of Life.